# 물질문화

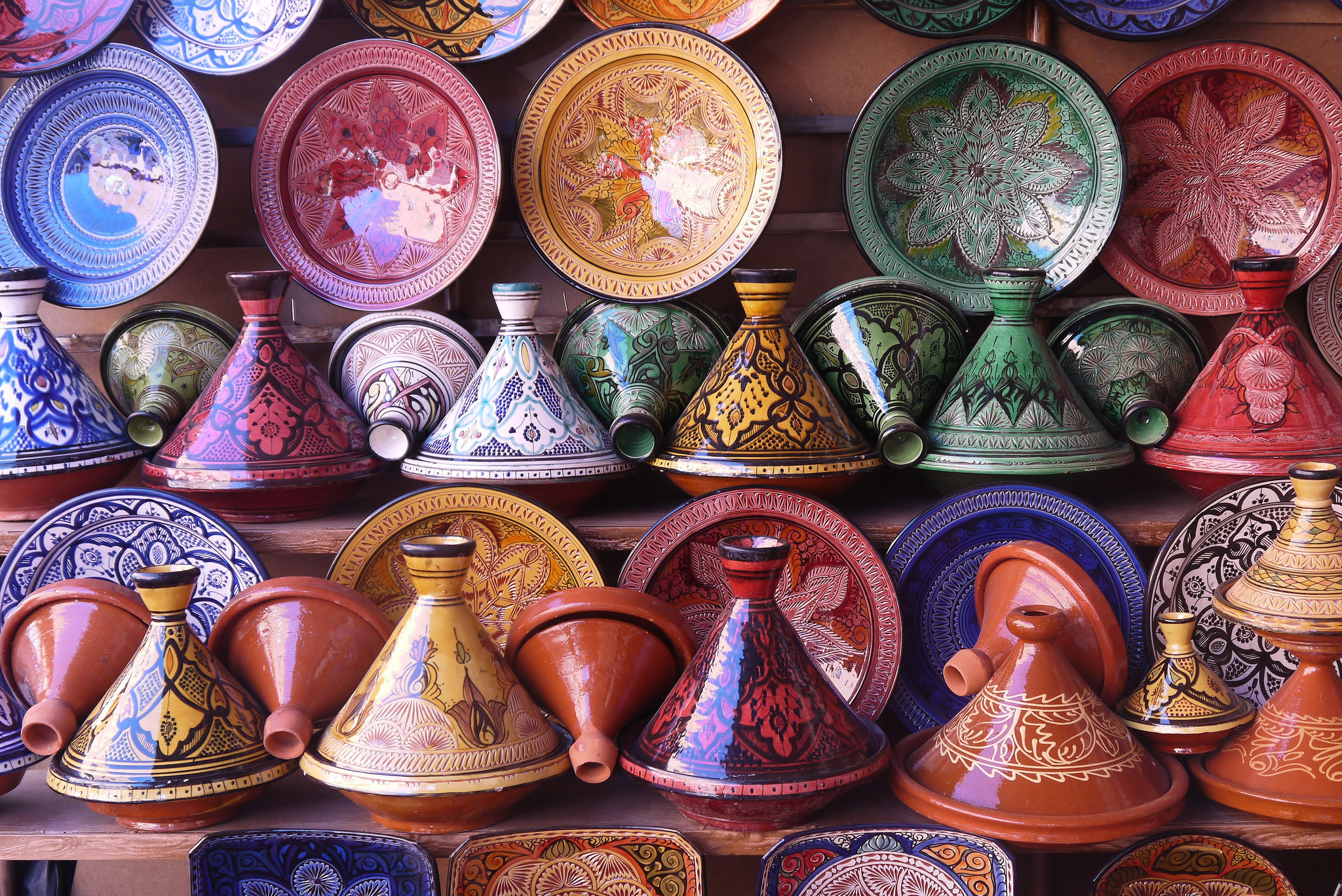
도자기는 과거의 문화를 대표하는 고고학적 유물로 흔히 발견되기 때문에 쉽게 인식되는 물질문화의 한 형태이다.

물질문화(material culture)는 사회의 유물과 건축을 통해 표현되는 문화의 한 측면이다. 이 용어는 주로 고고학 및 인류학에서 사용되지만 사회학, 지리학 및 역사에서도 관심을 둔다. 이 분야에서는 특정 문화적, 역사적 맥락, 공동체 및 신념 체계와 관련된 유물을 고려한다. 여기에는 사물의 사용, 소비, 생성 및 거래뿐만 아니라 사물이 만들거나 참여하는 행동, 규범 및 의식도 포함된다.
물질문화는 비물질적 상징, 신념, 사회적 구성을 포함하는 상징문화 또는 비물질문화와 대조된다. 그러나 어떤 학자들은 물질문화에 소리, 냄새, 사건과 같은 다른 무형적 현상을 포함시키는 반면, 어떤 학자들은 언어와 미디어를 포함한다고 보기도 한다. 물질 문화는 인간이 생존하고, 사회적 관계를 정의하고, 정체성의 측면을 표현하거나, 사람들의 정신 상태, 사회적 또는 경제적 지위에 혜택을 주기 위해 사용하는 모든 대상으로 설명할 수 있다.
인간이 만든 것, 자연적이거나 변형된 물체를 모두 포함할 수 있는 물질 문화에 대한 학문적 분석을 물질 문화 연구라고 한다. 이는 사물의 제작, 역사, 보존 및 해석 등 사람과 사물 사이의 관계를 알려주는 학제간 분야이자 방법론이다. 미술사, 고고학, 인류학, 역사, 역사 보존, 민속학, 기록 과학, 문학 비평 및 박물관 연구와 같은 사회 과학 및 인문학의 이론과 실습을 모두 활용한다.